# Henckelia stenophylla
Henckelia stenophylla är en tvåhjärtbladig växtart som beskrevs av A. Weber. Henckelia stenophylla ingår i släktet Henckelia och familjen Gesneriaceae. Inga underarter finns listade i Catalogue of Life.